# Sam Bick
Sam Bick (* 30. Januar 1955 St. Louis, USA) ist ein ehemaliger US-amerikanischer Fußballspieler. Er spielte in der North American Soccer League, der Major Indoor Soccer League und bestritt außerdem zwei Länderspiele für die US-amerikanische Fußballnationalmannschaft.

## Karriereverlauf
1976 nahmen die Minnesota Kicks Sam Bick unter Vertrag. Nach drei Saisons wechselte er zu den San José Earthquakes. 1980 schied er aus der NASL aus und unterzeichnete bei den St. Louis Steamers für die Major Indoor Soccer League, wo er bis 1988 unter Vertrag stand.
1976 nahm er an seinem ersten Spiel für die Fußballnationalmannschaft der Vereinigten Staaten teil, als sie bei einem Qualifikationsspiel für die Fußball-Weltmeisterschaft 1978 gegen Mexiko 0:0 spielten.